# Callionymus octostigmatus
Callionymus octostigmatus es una especie de peces de la familia Callionymidae en el orden de los Perciformes.

## Distribución geográfica
Se encuentra desde el Mar de Andaman hasta la  China, Filipinas y Nueva Guinea.